# Chrysolina philotesia
Chrysolina philotesia é uma espécie de artrópode pertencente à família Chrysomelidae.